# Antigang (film, 1977)
Pour les articles homonymes, voir Antigang.
Pour plus de détails, voir Fiche technique et Distribution.
Antigang (La malavita attacca... la polizia risponde!) est un film italien réalisé par Mario Caiano, sorti en 1977, avec Leonard Mann, John Steiner, Maria Rosaria Omaggio et Chris Avram dans les rôles principaux.

## Synopsis
Le professeur Salviati (Chris Avram), un patron de la mafia connu sous le surnom du Prince, est de retour à Rome, où, après une période d'exil en Suisse, il trouve ses affaires partiellement compromises par le jeune Rudy (John Steiner), un mafieux local ambitieux. Cette querelle est l'occasion pour le commissaire Baldi (Leonard Mann) de reprendre une affaire de meurtre non résolu dans laquelle Salviati est impliqué, tout en essayant de faire tomber Rudy pour ses méfaits actuels. Pour cela, il rentre en contact avec Laura (Maria Rosaria Omaggio), la fille d'un ancien employé de Salviati qui a disparu.

## Fiche technique
- Titre : Antigang
- Titre original : La malavita attacca... la polizia risponde!
- Réalisation : Mario Caiano
- Scénario : Arrigo Petacco, Paolo Barberio et Tiziano Longo, avec la participation de Mario Caiano
- Photographie : Pier Luigi Santi
- Montage : Renato Cinquini (it)
- Musique : Lallo Gori
- Décors : Giorgio Postiglione
- Costumes : Alberto Verso
- Société(s) de production : Jarama Film et Capitol International
- Pays d'origine :  Italie
- Langue : Italien
- Format : Couleur
- Genre : Néo-polar italien
- Durée : 105 minutes
- Dates de sortie :
  -  Italie : 24 août 1977
- Affiche : Macario Gómez Quibus (Espagne)

## Distribution
- Leonard Mann : le commissaire Baldi
- John Steiner : Rudy
- Maria Rosaria Omaggio : Laura Olivieri
- Chris Avram : le professeur Salviati alias le Prince
- Liana Trouche : Irene Baldi
- Ettore Manni : Rampelli
- Roberto Messina (it) : un homme de main de Salviati
- Lorenzo Piani : Rudy Henchman
- Alfredo Adami (it)
- Giovanni Cianfriglia
- Dante Cleri (it)
- Giovanni Elsner
- Jimmy il Fenomeno
- Corrado Gaipa : le médecin
- Piero Leri (it)
- Adriano Amidei Migliano (it)
- Massimo Mirani (it)
- Giovanni Pallavicino (it)
- Franco Ressel

## Autour du film
- Il s'agit de la seconde collaboration entre le réalisateur Mario Caiano et l'acteur Leonard Mann, après le néo-polar Assaut sur la ville (Napoli spara!) sortit la même année et dans lequel Mann jouait déjà le rôle d'un commissaire romain.

## Sources
- (en) Roberto Curti, Italian Crime Filmography, 1968-1980, Jefferson, McFarland, 2013, 330 p. (ISBN 978-0-7864-6976-5, lire en ligne), p. 224,225,266.